# Paectes nana
Paectes nana là một loài bướm đêm trong họ Noctuidae.

## Hình ảnh

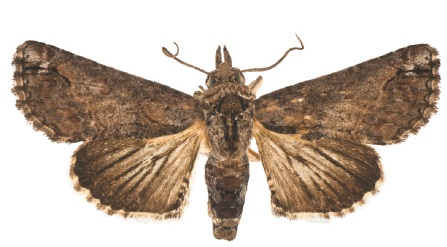
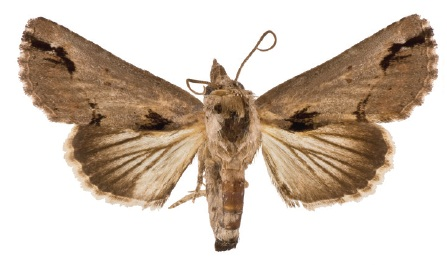